# Noord-Californië

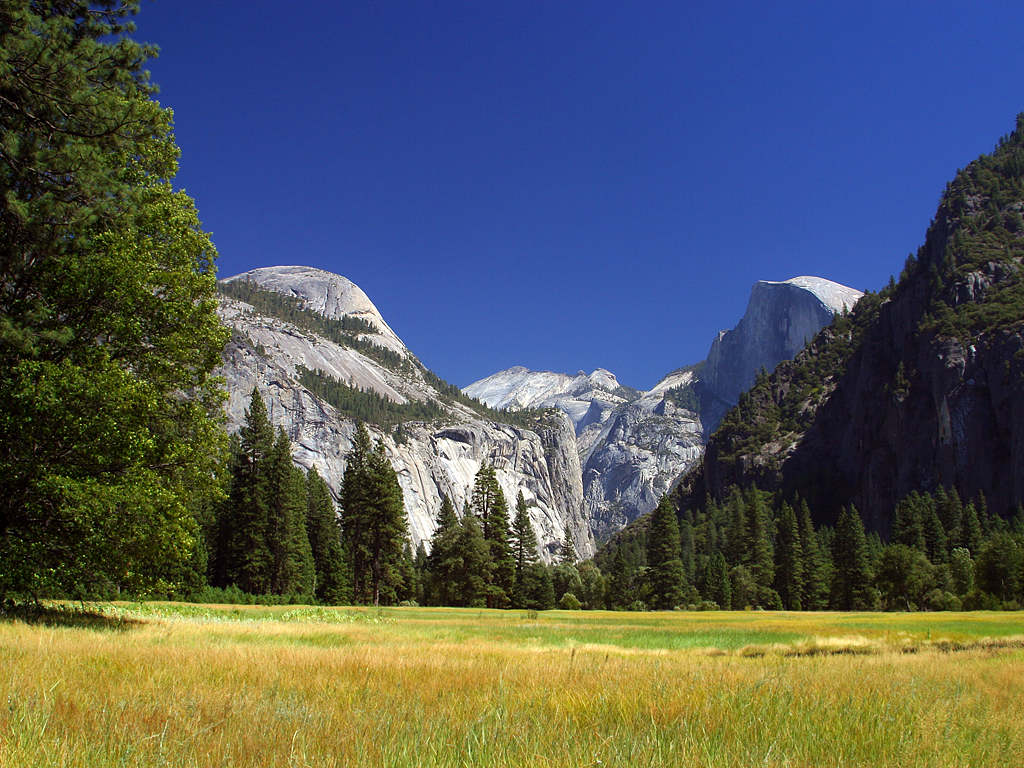
Yosemite National Park in de Sierra Nevada

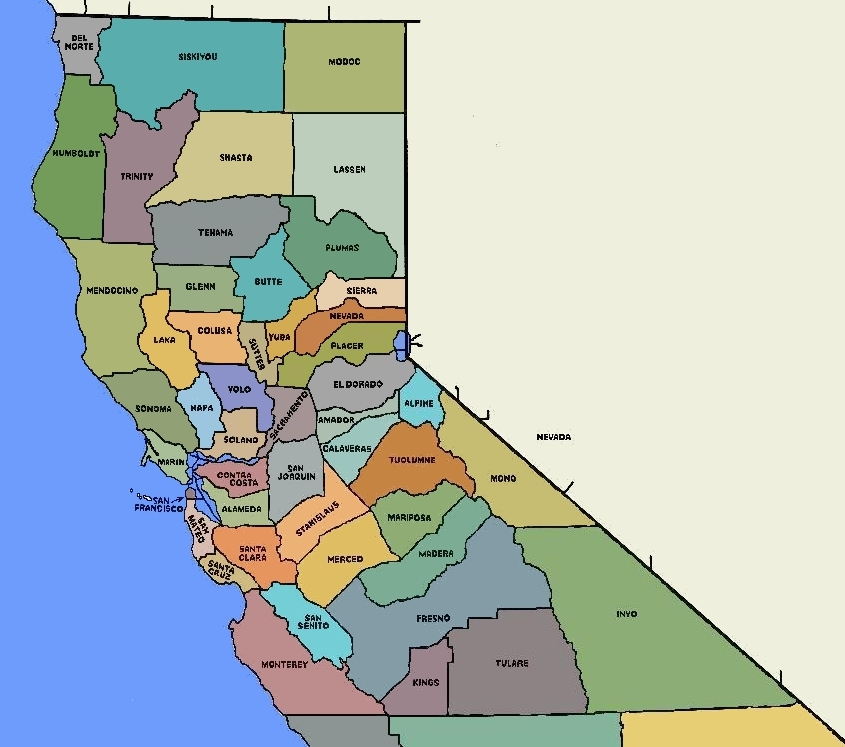
De county's van Noord-Californië

Noord-Californië (Engels: Northern California) is een informele benaming voor het noordelijke deel van de Amerikaanse staat Californië en is de tegenhanger van Zuid-Californië. De regio omvat de San Francisco Bay Area, de hoofdstad Sacramento, evenals grote stukken natuur, zoals de noordelijke Californische kust, de Big Sur, de Sierra Nevada waartoe ook Yosemite National Park en Lake Tahoe behoren, Mount Shasta en de Central Valley.
Indianen (Native Americans) arriveerden rond 5000 à 8000 jaar voor het begin van onze jaartelling in Noord-Californië en opeenvolgende migratiegolven maakten van de regio een van de dichtstbevolkte gebieden van precolumbiaans Noord-Amerika. Europese ontdekkingsreizigers ontdekten het gebied, maar lieten het ongemoeid van het begin van de 16e eeuw tot halverwege de 18e eeuw. Pas in 1770 werd de eerste Europese nederzetting in Noord-Californië gesticht, zijnde de Spaanse San Carlos Borromeo de Carmelo-missie bij Monterey. Kort daarop volgden nog verscheidene missieposten langs de Californische kust.
De noordelijke helft van Noord-Californië, twintig county's in totaal, wordt Upstate California genoemd.

## County's
| - Alameda - Alpine - Amador - Butte - Calaveras - Colusa - Contra Costa - Del Norte - El Dorado - Fresno - Glenn - Humboldt - Inyo - Kings - Lake - Lassen | - Madera - Marin - Mariposa - Mendocino - Merced - Modoc - Mono - Monterey - Napa - Nevada - Placer - Plumas - Sacramento - San Benito - San Francisco - San Joaquin | - San Mateo - Santa Clara - Santa Cruz - Shasta - Sierra - Siskiyou - Solano - Sonoma - Stanislaus - Sutter - Tehama - Trinity - Tulare - Tuolumne - Yolo - Yuba |

Hoofdstad: Sacramento
Regio's: Antelope Valley · Big Sur · Cascade Range · Central Coast · Central Valley · Channel Islands · Coachella Valley · Conejo Valley · Cucamonga Valley · Death Valley · East Bay · East County · Emerald Triangle · Gold Country · Greater Los Angeles · Grote Bekken · Imperial Valley · Inland Empire · Klamath Basin · Lake Tahoe · Los Angeles Basin · Lost Coast · Mojave · Mountain Empire · Noord-Californië · North Bay · North Coast · North County · Oost-Californië · Owens Valley · Oxnard Plain · San Francisco Peninsula · Pomona Valley · Sacramento Valley · San Bernardino Valley · San Diego–Tijuana · San Fernando Valley · San Francisco Bay Area · San Gabriel Valley · San Joaquin Valley · Santa Clara Valley · Santa Clarita Valley · Shasta Cascade · Sierra Nevada · Silicon Valley · South Bay (LA) · South Bay (SD) · South Bay (SF) · South Coast · Southern Border Region · Upstate California · Wine Country · Yosemite · Zuid-Californië
Metropolitane gebieden: Bakersfield · Chico · Fresno · Los Angeles-Long Beach-Glendale · Modesto · Napa · Oakland-Fremont-Hayward · Oxnard-Thousand Oaks-Ventura · Riverside-San Bernardino-Ontario · Sacramento-Roseville · Salinas · San Diego-Carlsbad-San Marcos · San Francisco-San Mateo-Redwood City · San Jose-Sunnyvale-Santa Clara · San Luis Obispo-Paso Robles · Santa Ana-Anaheim-Irvine · Santa Barbara-Santa Maria · Santa Cruz-Watsonville · Santa Rosa-Petaluma · Stockton · Vallejo-Fairfield · Visalia-Porterville · Yuba City
County's: Alameda · Alpine · Amador · Butte · Calaveras · Colusa · Contra Costa · Del Norte · El Dorado · Fresno · Glenn · Humboldt · Imperial · Inyo · Kern · Kings · Lake · Lassen · Los Angeles · Madera · Marin · Mariposa · Mendocino · Merced · Modoc · Mono · Monterey · Napa · Nevada · Orange · Placer · Plumas · Riverside · Sacramento · San Benito · San Bernardino · San Diego · San Francisco · San Joaquin · San Luis Obispo · San Mateo · Santa Barbara · Santa Clara · Santa Cruz · Shasta · Sierra · Siskiyou · Solano · Sonoma · Stanislaus · Sutter · Tehama · Trinity · Tulare · Tuolumne · Ventura · Yolo · Yuba
Portaal Californië